# Führungsstil
Unter Führungsstil (englisch leadership behavior) bezeichnet man in Wirtschaft und Verwaltung die Art und Weise, mit der eine Führungskraft ihre Führungsaufgaben wahrnimmt und ihre Führungskompetenzen ausübt.

## Allgemeines
Auch die Entscheidung über den Führungsstil in Unternehmen und Behörden gehört zur Unternehmenspolitik und damit zu den Unternehmenszielen. Konkret befassen sich die Personalpolitik und die Personalführung mit Fragen zum Führungsstil, um in Unternehmen oder Behörden eine möglichst einheitliche Führungspraxis in der Personalführung erreichen zu können. Nur ein einheitlicher Führungsstil aller Führungskräfte kann zum Führungserfolg beitragen. Da der Führungsstil von den angewandten Führungstechniken und der inneren Einstellung der Führungskräfte zu ihren Mitarbeitern und zu den Führungstechniken geprägt wird, besteht von vorneherein kein einheitlicher Führungsstil in Unternehmen oder Behörden; er muss durch die Personalpolitik vorgegeben werden.
Die Forschung über den Führungsstil begann 1939 durch Kurt Lewin mit seinen Mitarbeitern in der experimentellen Führungsforschung. Seitdem hat die Führungsforschung fünf Personalführungsansätze entwickelt, und zwar eigenschaftsorientierte, verhaltensorientierte, situationsorientierte, beziehungsorientierte und systemorientierte Personalführungsansätze.

## Theorien
Je nach Ausrichtung unterscheidet man verschiedene Führungsstile.

### Führungsstile (nach Kurt Lewin)
Nach dem Disziplinierungsgrad unterscheidet man seit Kurt Lewin abgestuft:
- Beim autoritären Führungsstil liegt die Aktivität ausschließlich beim Vorgesetzten, der alleinige Entscheidungs- und Weisungskompetenz besitzt. Seine Mitarbeiter („Untergebenen“) haben die Weisungen zu akzeptieren und auszuführen und besitzen keine Kontrollrechte gegenüber ihrem Vorgesetzten. Alleine der Vorgesetzte kontrolliert, ob und inwieweit seine Weisungen befolgt wurden.[6]
- Im kooperativen Führungsstil wird die interpersonale Trennung von Entscheidung, Ausführung und Kontrolle gemildert, denn der Vorgesetzte bezieht seine Mitarbeiter durch Mitwirkungs- und Mitbestimmungsrechte ein. Durch die Mitwirkung ist eine besondere Weisung nicht erforderlich, die Kontrolle wird zur Selbstkontrolle. Den Mitarbeitern kann das Recht auf Kritik gegenüber dem Vorgesetzten eingeräumt werden.[7]
- Der karitative/partizipative Führungsstil ist dadurch gekennzeichnet, dass er sich vorrangig an den Bedürfnissen der Mitarbeiter orientiert. Der Mensch steht im Mittelpunkt, die Aufgaben sind nachrangig. Der Vorgesetzte hört viel zu, fördert seine Mitarbeiter und ermutigt sie, eigene Problemlösungen zu entwerfen und eigenverantwortliche Entscheidungen zu treffen.[8] Kenneth H. Blanchard/Paul Hersey nennen dies „Einbindung/Unterstützung“ (englisch participating).[9]
- Der laissez-faire-Führungsstil wird von Ken Blanchard/Paul Hersey als „Übertragung“ (englisch delegating) bezeichnet. Es geht darum, Aufgaben auf Mitarbeiter zu delegieren, wobei sich der Vorgesetzte um die Arbeitsmittel kümmert, klare Zielvorgaben macht und dabei die erwarteten Arbeitsergebnisse definiert.[10]

Als Ergebnis der Forschungen Lewins lässt sich festhalten, dass – zumindest in den westlich orientierten Industriestaaten – der kooperative Führungsstil mit einer erhöhten Arbeitszufriedenheit der Mitarbeiter verbunden ist.

### Richtungsbezogener Führungsstil (nach Robert R. Blake und Jane Mouton)

Darstellung des Managerial Grid („GRID-Modell“) in einem Koordinatensystem.

Der richtungsbezogene Führungsstil nach Robert R. Blake und Jane Mouton unterscheidet verschiedene Führungsstile nach zwei Dimensionen: Aufgabenorientierung und Personenorientierung. Daraus resultieren dann verschiedene Stile mit unterschiedlich starken bzw. schwachen Ausprägungen der beiden Dimensionen. Fünf Positionen – die vier „Ecken“ und das Zentrum des zweidimensionalen Modells – in dem so entstehenden Verhaltensgitter werden exemplarisch beschrieben.

### Tradierender Führungsstil (nach Max Weber)
Max Weber untersuchte in seinem 1921/22 veröffentlichtem Werk Wirtschaft und Gesellschaft in Unternehmen einige Führungskräfte und gelangte zu folgender Gliederung:
- In Familienunternehmen oder Kleinunternehmen sei häufig ein patriarchalischer Führungsstil anzutreffen, bei dem eine Führungskraft mit Mitarbeitern einen väterlichen Umgang pflege.
- Beim charismatischen Führungsstil begründe der Charismatiker seinen Führungsanspruch mit seinem Charisma, das seine Mitarbeiter zur Begeisterung bringe.
- Daneben erwähnte er noch den autokratischen Stil, wobei sich die Führungskraft eines Führungsapparates bediene, dessen absolute Willkür keiner Kontrolle und keiner Rechtfertigungsinstanz unterworfen war.
- Hierauf baute schließlich der bürokratische Stil auf, der mit Instanzen, Gewaltenteilung und präzisen Stellenbeschreibungen die Arbeitsabläufe beherrschte. Dieser Führungsstil betont das Reglement bzw. bürokratische Instanzen und Dienststellenbefugnisse. Präzise Beschreibungen der Stellenbefugnisse und Verwaltungsabläufe sind typisch. Eine beherrschende Führungsperson gibt es hier nicht. Vielfach erhalten die Mitarbeiter lebenslange Versorgungsansprüche. Diesem Führungsstil mangelt es an Flexibilität und Effizienz.

### Gruppenbezogener Führungsstil (nach Horst-Joachim Rahn)
Dieser Führungsstil richtet sich Horst-Joachim Rahn zufolge nach den einzelnen Gruppenmitgliedern bzw. nach der Art der ganzen Gruppe. Jeder Mitarbeiter wird anders behandelt, entsprechend seinem Verhalten und Benehmen und seinem Ansehen in der Gruppe. Auch jede Gruppe ist als Gesamtheit je nach ihrer Gruppenart unterschiedlich zu führen. Es sind folgende gruppenorientierte Führungsstile zu unterscheiden:
- Integrierend bei Neulingen und Außenseitern, z. B. durch geschicktes Heranführen an die Gruppe und durch Anbieten von Hilfe. Neue Gruppen sind in das Unternehmen bzw. in die Organisation zu integrieren.
- Anspornend bei Drückebergern, Faulen und Leistungsschwachen, beispielsweise durch gezieltes Aktivieren ihrer Leistungsmotivation und klar definierte Ziele. Dies gilt auch für leistungsschwache Gruppen als Ganzes.
- Fördernd bei Leistungsstarken und Gruppenstars, z. B. durch Übertragung von Kompetenzen und Verantwortung. Auch leistungsstarke Gruppen benötigen angemessene Anreize, z. B. Gruppenlob bei hervortretenden Gruppenleistungen.
- Wertschätzung ist auch bei Frohnaturen, ausgleichenden und geselligen Gruppenmitgliedern angebracht, z. B. durch Anerkennung ihrer Gruppenbeiträge bzw. durch Würdigung ihrer Gruppenerhaltungsrollen.
- Bremsend bei Frechen, Rädelsführern, Querulanten, Ehrgeizlingen, Intriganten und Gruppenclowns. Sehr unruhige Gruppen sind z. B. durch gütige Strenge und Autorität bzw. Hinsteuern auf die Leistungsziele zu führen.
- Ermutigend bei Schüchternen und Problembeladenen, z. B. durch Ermunterung, Verständnis, Anteilnahme und positive Haltung. Stille Gruppen sind als Ganzes ebenfalls ermutigend zu führen, um ihr Selbstbewusstsein zu stärken.

### Kontingenztheorie (Führungslehre)
Die zum situativen Führen gehörende Kontingenztheorie sieht den Führungserfolg als das Ergebnis von Führungsstil und Führungssituation. Die Theorie geht auf Fred Edward Fiedler zurück, der 1967 sein Konvergenzmodell vorstellte. Diese Art zu führen sei jedoch nicht als „ein bestimmtes Muster zeit- und situationsstabiler Verhaltensweisen, sondern ein persönlichkeitstypischer Wahrnehmungsstil der Führenden“.

### Transaktionale Führung
Die transaktionale Führung beschreibt einen eher sachlichen Werteaustausch (Transaktion) zwischen der Leistung eines Mitarbeiters und der Reaktion der Führungskraft darauf (z. B. Belohnung durch Gehalt). Die Führungskraft macht die Anforderungen und Ziele an den Mitarbeiter auf der einen und die Belohnung für das Erreichen des Erwarteten auf der anderen Seite klar.

### Transformationale Führung
Ein weiteres Beispiel für ein pragmatisches Konzept ist seit Ende der 1970er die Theorie der Transformationalen Führung. Dazu wurden zahlreiche Validierungsstudien durchgeführt, die einen engen Zusammenhang zwischen den dort operationalisierten (charismatischen) Verhaltensweisen und dem wirtschaftlichen Erfolg von Unternehmen nachgewiesen haben.
„Transformationale Führung verändert die Werte, Motive und Ziele der Geführten. An die Stelle kurzfristiger, egoistischer Ziele treten langfristige, übergeordnete Werte und Ideale. Hierdurch steigen Einsatzbereitschaft, Selbstvertrauen und Zufriedenheit der Mitarbeiter“. Philip M. Podsakoff und Kollegen unterscheiden sechs Dimensionen transformationaler Führung:
1. Vorbildfunktion
2. Zukunftsvision
3. Individuelle Unterstützung
4. Förderung von Gruppenzielen
5. Intellektuelle Anregung
6. Hohe Leistungserwartung.

### Full Range of Leadership Model
Das „Full Range of Leadership Model“ (FRLM) nach Bruce Avolio und Bernard M. Bass von 1991 stellt eine übergeordnete Führungstheorie dar, in welcher die beiden Führungsstile transaktional und transformational mit dem Laissez-faire Führungsstil (s. o.) in Bezug gesetzt werden.

### Weitere Führungsstile
Ausgewählte Beispiele für weitere Führungsstile sind:
- 3D-Modell von William James Reddin:[21] Dieser Führungsstil ist abhängig von der Situation und vom Erfolg.
- Dialogische Führung: Ein seit Mitte der 1990er Jahre von Karl-Martin Dietz und Thomas Kracht entwickeltes Führungsmodell, das z. B. in den dm-Drogeriemärkten angewendet wird.[22]
- Führungskontinuum von Robert Tannenbaum und Warren H. Schmidt: 1958 entwickeltes Führungsmodell.
- Sinnorientierte Führung: Ein vor allem an Sinn und Werten orientierter Führungsstil, der das Sinnstreben als die Primärmotivation des Menschen sieht.
- Situatives Führen von Hersey/Blanchard (1976): Führungsstil abhängig vom Reifegrad des zu führenden Mitarbeiters.
- Beziehungsorientiertes Führen: Beeinflussen der Art und Weise des Miteinanders und Stärkung der eigenen professionellen Handlungsfähigkeit sowie der Leistungsfähigkeit von Mitarbeitern.[23]

### Zusammenfassung
Zusammenfassend gibt es folgende Führungsstile:
| Führungsstil              | Inhalt |
| ------------------------- | --- |
| autokratisch              | keine Berücksichtigung der „Untergebenen“ |
| autoritär                 | Gehorsamsverhältnis zu „Untergebenen“ |
| bürokratisch              | Versachlichung, komplexe Richtlinien, Kompetenzbegrenzungen                                                                                          |
| charismatisch             | Führen nach Gehorsam, insbesondere durch väterliche Anweisungen                                                                                      |
| demokratisch              | starke Beteiligung der Mitarbeiter |
| gruppenorientiert         | Einbeziehung der ganzen Gruppe durch Teamführung |
| individualistisch         | respektvolle Förderung des einzelnen Mitarbeiters im Sinne einer guten Kooperation                                                                   |
| kooperativ                | Behandlung der Untergebenen als Mitarbeiter |
| partizipativ              | an Leitbildern orientierte Führung, welche die Mitarbeiter entsprechend ihrer Leistungsfähigkeit an unternehmerischen Entscheidungen teilhaben lässt |
| persönlichkeitsorientiert | Weiterentwicklung des situativen Führens um den Faktor der Persönlichkeit des einzelnen Mitarbeiters                                                 |
| Laissez-faire             | starke Verhaltensfreiheiten für Mitarbeiter |
| richtungsorientiert       | aufgaben- oder mitarbeiterorientiert |
| sinnorientiert            | stark an Werte- und Sinnkontexten orientiert |
| situativ                  | Anpassung des Führungsverhaltens an die Aufgabenschwierigkeit und den Reifegrad des einzelnen Mitarbeiters                                           |
| transformational          | Veränderungsprozesse im Verhalten und Bewusstsein der Mitarbeiter bewirken                                                                           |

Die Abgrenzungen sind im Führungsalltag oft nicht klar erkennbar. So kann ein kooperativer Führungsstil auch durchaus Elemente eines autoritären Führungsstils beinhalten.

### Sonstige Führungslehren
Victor Harold Vroom ging bei seinem 1973 vorgestellten Führungsmodell bereits von der Erkenntnis aus, dass es den optimalen Führungsstil, der sich für alle Situationen als der beste erweist, nicht gibt. Er begreift den Führungsstil nicht als eine konsistente motivationale Disposition des Vorgesetzten, sondern als ein im Prinzip frei wählbares Führungsverhaltensmuster.
Der amerikanische Psychologe Daniel Goleman teilt die Führungsstile der sogenannten „Emotionalen Führung“ in sechs unterschiedliche Arten ein, die er bewusst nicht bewertet oder in Rangfolge stellt, sondern je nach einer besonderen Unternehmenssituation als mehr oder weniger erfolgversprechend ansieht. Er bezeichnet diese sechs Arten als visionär, coachend, gefühlsorientiert, demokratisch, fordernd und befehlend. Hierbei gehen alle Führungsstile mit den Emotionen der Beteiligten um, wobei sich die ersten vier Stile eher positive Emotionen zunutze machen, während die beiden letzten aufgrund der ihnen zugrunde liegenden Dissonanz nur in ganz besonderen Situationen und befristet eingesetzt werden sollten.
Das bei der Bundeswehr praktizierte Führen mit Auftrag ist als Teil der Inneren Führung ein Führungsstil, bei dem der militärische Führer den Soldaten das Ziel vorgibt, meist auch noch das Zeitfenster und die benötigten Kräfte vorschreibt.

## Empirische Forschung
Mitte der 2000er Jahre wurde das Konzept der Führungsstile kritisiert ähnlich wie die Theorie der Persönlichkeitsmerkmale. Die Kritik daran hatte sowohl methodische als auch inhaltliche Gründe:
- In methodischer Hinsicht wird zum Beispiel kritisiert, dass es sich bei Stilen um theoretische Konstrukte handele, die meist statistisch aus dem Verhalten vieler, unnachahmlicher individueller Verhaltensweisen zu einem Stil verdichtet werden. Aus einem abstrakten Stil würden sich kaum konkrete, situationsbezogene Verhaltensempfehlungen ableiten lassen. Außerdem könne ein Stil nur wirksam sein, wenn er zu der Person passe und von ihr gern praktiziert wird. Dieser Fall sei eher eine seltene Ausnahme.[28]
- Zu den inhaltlichen Kritik zählte vor allem die Vernachlässigung der Situation (Art der Aufgabe) und des „Reifegrades“ der geführten Mitarbeiter. Diese Aspekte wurden später in den Kontingenztheorien des Führens berücksichtigt. Als problematisch wurde auch die Vernachlässigung von Aspekten wie Macht, Erfüllung der Vorbildfunktion, der persönlichen Beziehung, der Unternehmenskultur oder Art der intrinsischen und extrinsischen Motivation. Somit seien Führungsstile zwar als (nachträgliche) Beschreibung des Verhaltens geeignet (vergleichbar mit einem Blick in den Rückspiegel); daraus würden sich aber keine vorausschauenden Empfehlungen ableiten lassen, ob ein bestimmter Führungsstil erfolgreich (im Sinne Zielerreichung) sein wird, oder ob bestimmte Persönlichkeitstypen für die Übernahmen von Führungsverantwortung geeignet sind.[29]

Die gegenwärtige Forschung teilt Führungsstile wie folgt ein:
- Konstruktive Führung:
  - veränderungs- und beziehungsorientierte Führung (z. B. transformativ, partizipativ),
  - aufgabenorientierte Führung (z. B. transaktional);
- destruktive Führung:
  - aktiv destruktive Führung (z. B. missbräuchliche Supervision),
  - passive Führung (z. B. Laissez-faire).

Empirische Ergebnisse 
Empirische Studien und Metaanalysen zeigen, dass sich unterschiedliche Führungsstile in verschiedenster Weise auf arbeitsrelevante Faktoren auswirken:
- Die Laissez-faire-Führung wirkt sich negativ auf die Leistung und Effektivität der Führungskraft aus und Mitarbeiter sind weniger zufrieden mit ihrem Vorgesetzten, wenn dieser keine Führungsverantwortung übernimmt.[17][31][32] Zusätzlich führt Laissez-faire-Verhalten sowohl zu Konflikten zwischen der Führungskraft und ihren Mitarbeitern als auch zu Rollenkonflikten und -unklarheiten.[33]
- Destruktive Führung: Eine Metaanalyse von Schyns und Schilling (2013) zur Destruktiven Führung zeigte, dass diese die Arbeitszufriedenheit, die individuelle Leistung, das Commitment und das Wohlbefinden der Mitarbeiter negativ beeinflusst und den Stress der Mitarbeiter verstärkt.[34]
- Die transaktionale sowie transformationale Führung wirken sich positiv auf die Erfolgsfaktoren Arbeitszufriedenheit, Zufriedenheit mit der Führungskraft, Motivation, Arbeitsleistung und Effektivität der Führungskraft sowie Arbeitsleistung der Mitarbeiter, der Gruppe oder der Organisation aus. So konnten in einer diesbezüglichen Metaanalyse positive Effekte von transformationaler und transaktionaler Führung auf Aufgaben- und Kontextleistung sowie die kreative Leistung von Mitarbeitern nachgewiesen werden. Beide Führungsstile hatten außerdem positive Effekte auf die Leistung auf Team- bzw. Organisationsebene.[35]

Transformationale Führungsverhaltensweisen wirken sich vor allem sehr stark positiv auf die Zufriedenheit der Mitarbeiter mit ihrer Führungskraft aus, ebenso auf die Effektivität der Führungskraft. Auch auf das Commitment der Mitarbeiter hat die transformationale Führung einen positiven Einfluss.
Metaanalysen zum Wohlbefinden bei Führungspersonen zeigten, dass veränderungsorientierte und beziehungsorientierte Führung (zu denen die transformative Führung gehört) Unterschiede im Wohlbefinden der Führungskräfte besser erklärte als aufgabenorientierte Führung (z. B. transaktional).
Führungsstile im Vergleich
Weitere Führungsstile wie Ethische und Authentische Führung sowie Servant Leadership zeigen ebenfalls positive Auswirkungen auf Einstellungen und Verhaltensweisen der Mitarbeiter, wie Arbeitsleistung, Arbeitszufriedenheit und Engagement. In einer entsprechenden Metaanalyse wurde die Vorhersagefähigkeit der drei Führungsstile für die verschiedenen arbeitsrelevanten Kennzahlen mit der Validität der transformationalen Führung verglichen. Hierbei ist auffällig, dass die transformationale Führung ein stärkerer Prädiktor für die Arbeitsleistung ist, die Ethische und Authentische Führung sowie Servant Leadership allerdings die Arbeitszufriedenheit oder das Commitment der Mitarbeiter stärker vorhersagen können. Für das Vertrauen in die Führungskraft und den Leader-Member-Exchange (LMX) gleichen sich die Vorhersagewerte dagegen relativ an.
Eine Metaanalyse anderer Autoren kam unter Einbeziehung weiterer Führungsstile bezüglich der Arbeitszufriedenheit zu einem ähnlichen Ergebnis. Von 14 untersuchten Führungsstilen ist der Zusammenhang zwischen der Führung und Arbeitszufriedenheit am höchsten bei Servant leadership (r = 0,73) und Authentischer Führung (r = 0,53).
Eine andere Metaanalyse untersuchte den Zusammenhang zwischen Führung und Organisationsleistung/-effektivität. Von 16 untersuchten Führungsstilen war der Zusammenhang zwischen Führung und Organisationsleistung am höchsten bei Sicherheitsführung (r = 0,72), ethischer Führung (r = 0,70) und geteilter Führung (r = 0,51).

## Bedeutung von Führungsstilen
Der Führungsstil kann einen erheblichen Einfluss auf den Erfolg einer Organisation haben. Gut geführte Mitarbeiter sind in der Regel zufrieden, motiviert und engagiert. Dies wirkt sich wiederum positiv auf die Kundenzufriedenheit aus. Empirische Untersuchungen zeigen, dass Unternehmen mit einer überdurchschnittlichen Mitarbeiter- und Kundenzufriedenheit auch wirtschaftlich erfolgreicher sind. Sie erzielen Renditen und Wachstumsraten, die um den Faktor 3,4 höher sein können als bei vergleichbaren Unternehmen. Das wirft die Frage auf, welchen Führungsstil eine Führungskraft praktizieren, und nach welchen Kriterien man Nachwuchskräfte auswählen und fördern sollte. Eine Antwort auf derartige Fragen versucht die Forschung zum Thema Führungsstile zu geben.
Der Höhepunkt dieser Forschungstradition lag in den 1950er Jahren an der Ohio State University und beruht auf dem Paradigma des Behaviorismus. Diese Forschung hat eine unüberschaubare Fülle „effektiver“ Führungsstile zutage gefördert. Ein grundlegendes Modell ist die Einteilung in ein aufgabenorientiertes (Zielsetzung, Planung, Koordination, Organisation), beziehungsorientiertes (Unterstützung, Lob, Anerkennung) und kooperatives (Gegenseitige Unterstützung und Beteiligung im Team) Verhalten. Daraus wurden zahlreiche Varianten entwickelt, wie sie in den nachfolgenden Abschnitten beschrieben sind.
Beim Wort „Stil“ handelt es sich um eine Taxonomie (Klassifikation) verschiedener, meist einer Vielzahl führungsrelevanter Verhaltensweisen, die aus Befragungen von Geführten erhoben und dann mit Hilfe der Faktorenanalyse zu Gruppen (Stilen) zusammengefasst (verdichtet) wurden. Zu diesem Konstruktionsprinzip kann man auch die deduktive Vorgehensweise zählen, bei der man theoretische Modelle durch Befragungen zu validieren versucht. Die Erforschung effektiver Führungsstile stellt einen Fortschritt gegenüber dem Ansatz der Persönlichkeitseigenschaften (Trait Theory) dar. Dieses Konzept suchte typische (angeborene) Eigenschaften, die eine Führungspersönlichkeit ausmachen. Dazu gehören Merkmale wie Entschlossenheit, Mut, Intelligenz, Selbstvertrauen oder Dominanzstreben.

## Trends in der Praxis
Wie im Abschnitt Empirische Ergebnisse beschrieben, wirken sich bestimmte Führungsstile positiv auf diverse organisationale betriebswirtschaftliche Kennzahlen (z. B. Arbeitsproduktivität, Arbeitsleistung) aus. Hier stellt sich die Frage, ob sich das Verhalten, welches den verschiedenen Führungsstilen zu Grunde liegt, erlernt und angewandt werden kann. Im Bereich der Personal- und Führungskräfteentwicklung gibt es verschiedene Ansätze, wie das Verhalten von Führungskräften und infolgedessen auch die Führungseffektivität verändert werden kann. Hierbei hat sich die Kombination aus Feedback und Training als effektive Form der Entwicklung von Führungskräften erwiesen.
Dabei wird ein sechsstufiger Prozess vorgeschlagen:
- Analyse der strategischen Unternehmensziele,
- Erfassung des Ist-Zustandes (z. B. 360°-Feedback zur Ermittlung des Führungsstils),
- Entwicklung der Maßnahme,
- Implementation der Entwicklungsmaßnahme,
- Transfersicherung durch „On-the-Job Support“,
- Evaluation.

Im Rahmen einer Evaluationsstudie wurde die Wirksamkeit eines Trainings zur transformationalen Führung überprüft. Auch mehrere Monate nach dem Training zeigte sich eine deutliche Erhöhung des transformationalen Führungsverhaltens. Die Wirksamkeit von Führungskräftetrainings konnte weiterhin in zwei Metaanalysen nachgewiesen werden.

## Organisatorische Aspekte
Soweit der Führungsstil nicht bereits im Unternehmensziel verankert ist, muss die Unternehmensführung oder Behördenleitung entscheiden, ob es jedem Vorgesetzten oder Dienstvorgesetzten überlassen bleiben soll, auf welche Art und Weise er seine Mitarbeiter führt oder ob eine einheitliche Regelung durch Führungsrichtlinien gelten soll. Der kooperative Führungsstil ist nicht stets überlegen, sondern lediglich bei komplexen, wenig strukturierten Aufgaben; dagegen scheint bei hoch strukturierten einfachen Aufgaben der direktive Führungsstil zu besseren Arbeitsergebnissen zu führen. Unterschiedliche Führungsstile wirken sich negativ auf Arbeitsleistung, Arbeitsmotivation, Arbeitsproduktivität, Arbeitszufriedenheit, Betriebsklima und Kollegialität aus.